# Juanita Kidd Stout
Juanita Kidd Stout (* 7. März 1919 in Wewoka, Seminole County, Oklahoma; † 21. August 1998) war eine US-amerikanische Juristin und von 1988 bis 1989 Richterin am Supreme Court des Bundesstaates Pennsylvania. Stout war die erste afro-amerikanische Frau, die in den Vereinigten Staaten zur Richterin gewählt wurde und später auch die erste Frau, die dem Obersten Gerichtshof eines Bundesstaates angehörte.
Sie wurde unter dem Namen Juanita Louise Kidd geboren. Ihre Eltern Henry und Mary Kidd waren Lehrer an der örtlichen Schule. Sie wuchs in ärmlichen Verhältnissen auf. Zunächst studierte sie an der University of Iowa, wo sie 1939 als Bachelor of Arts abschloss. Sie arbeitete dann auch einige Zeit als Musiklehrerin, zunächst in Seminole, dann in Sand Springs, einem Vorort von Tulsa. Dort lernte sie auch ihren späteren Mann kennen, Charles Otis Stout (1907–1988). Er unterrichtete dort Spanisch. Die beiden heirateten am 23. Juni 1943.
Ab 1943 ging sie dann zur Indiana University, um Jura zu studieren. Dort machte sie 1948 ihren Abschluss. Sie arbeitete zunächst an der Schule und ab 1949 bei Richter William H. Hastie. Ab 1954 praktizierte sie für fünf Jahre. Sie wurde 1959 zur Richterin in Philadelphia gewählt, ebenso 1969 und 1979. 1989 ging sie in Pension.
Unter Präsident Kennedy war sie 1963 und 1967 Sonderbotschafterin in Kenia.